# Valentin Krautwald
Valentin Crautwald (Krautenwalde, atual Travná, 1465 — Liegnitz, 5 de Setembro de 1545) foi teólogo, helenista e humanista alemão. Foi profundo admirador de Johannes Reuchlin (1455-1522) e de Erasmo de Rotterdam, além de ter sido grande amigo de Caspar Schwenckfeld (1489-1561). Em 1514, foi nomeado secretário de Jakob von Salza (1481-1539), Bispo de Breslau.
Em 1532, Francisco II, Duque de Liegnitz (1480-1557), convidou Krautwald para ser leitor de teologia e canônico da Catedral do Santo Sepulcro em Liegnitz, onde ensinou durante 14 anos. Seus ensinamentos entraram em conflito com Martinho Lutero, que, em 1526, lhe enviou uma carta, pedindo para que ele mudasse seus conceitos, ou "parasse de chamá-los de irmãos".

## Obras
- Descripcio vite pii patris Arnesti, Pragensis ecclesie archiepiscopi primi, per Valentinum Crautvaldum,[3] 1516.
- Collatio et consensus verborum caenae Dominicae, de corpore et sanguine Christi, Strasbourg 1529[4]
- Annotata in tria priora capita Geneseos, 1530[5]
- De Oratione Fidei Epistola, 1530
- De caena dominica et verbis caenae epistolae duae, Strasbourg ca. 1530[6]
- Kurze gründtliche Bewerung: Das Christus gantz der ware natürliche Sun Gottes, unnd nicht ain Geschöpff oder Creatur sei, 1538
- Von der Widergeburt und Herkummen eines Christen Menschens - gründtliche außlegung des spruchs Christi Johannis am dritten Cap; Was auch das für ein wasser sey, darauß die kinder Gottes (von oben herab) geboren werden. Augsburg 1538[7]
- Ad Quaestiones D. Bonifacii Lycosthenis ... de vera ministioram electione ... epistola paraenetica, Strasbourg 1538[8]
- Novus homo, 1545[9]
- Novus homo hoc est quo, quamque mirabili semine internus sive, Francofvrti, apvd Iacobvm de Zetter, 1620
- Der new Mensch, Augspurg Verlag Ulhart, 1543[10]
- Der Schwermer, Strasbourg 1544[11]
- De veteris depravati, novi item hominis conditione, 1545
- Von den Wercken Christi, Ulm, ca. 1546
- Epistola Ministri cviusdam Verbi, Ad Qvendam Symnistam: De Ecclesia, Clauibus, Sacramentis, Veraq[ue] Ministrorum spiritus electione - 1535